# Ver Sacrum

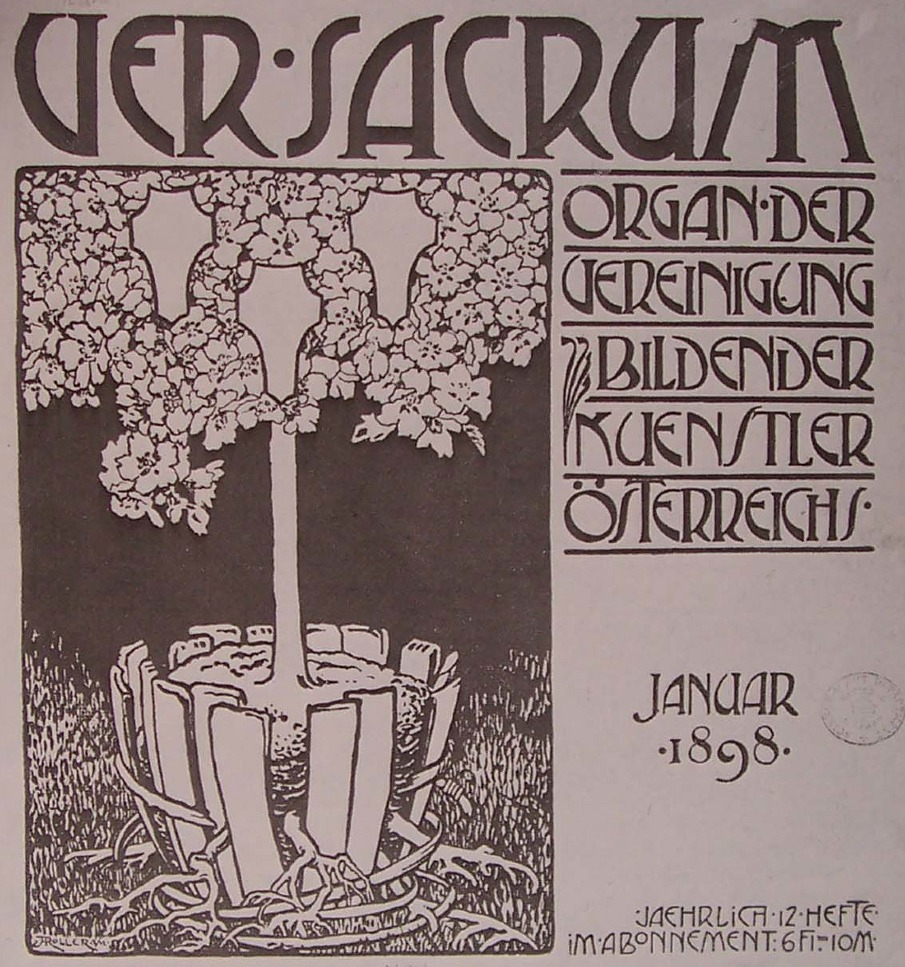
Обкладинка першого номера. Худ. А. Роллер. Січень 1898

«Ver Sacrum» (укр. «Весна священна») — офіційний часопис Асоціації австрійських митців, що виходив у Австро-Угорській імперії впродовж 1898–1903. У ньому були викладені основні тезиси початкового етапу Віденської сецесії.
Часопис виходив майже у квадратному форматі і за кожен номер відповідала окрема група митців. «Ver Sacrum» зробив значний внесок у поширення ідей нового мистецького напрямку, надаючи широкий спектр інформації, був багато ілюстрований у книжковому форматі. До його видання були причетні Густав Клімт, Коломан Мозер, Альфред Роллер, Йозеф Гофман, Йозеф Марія Ольбріх, Макс Курцвайль, Ернст Штер, Вільгельм Ліст. У ньому опублікували літературні твори Райнера Марія Рільке, Гуґо фон Гофмансталь, Моріс Метерлінк, Кнут Гамсун, Отто Юліус Бірбаум, Ріхард Демель, Рікарда Гух, Конрад Фердінанд Меєр, Йозеф Марія Аугенталлер, Арно Гольц.
Перший наклад "Ver Sacrum" вийшов у січні 1898 з текстами Германна Бара, Альфреда Роллера, Макса Буркгарда. На обкладинці було розміщено зображення невеликого дерева, у кроні якого розміщено три порожні картуші, як символи архітектури, живопису, скульптури, а коріння проростає крізь дошки діжки. На першій сторінці помістили зображення дівчини-підлітка, як втілення «Весни священної», авторства Йозефа Енгельгарта. Далі весняний настрій втілювали рослинні орнаменти, квітучі дерева, замріяні чи танцюючі жіночі фігури авторства членів асоціації. Серед них виділявся своїм оздобленням Густав Клімт.
Виконавши новаторську місію пропагування нового стилю, у часописі з 1900 на перший план вийшла інформативна складова. З 1901 він почав виходити двічі на місяць, але незабаром розпочався його занепад.